# San José de Vista Hermosa
San José de Vista Hermosa är en ort i Mexiko.   Den ligger i kommunen San Luis de la Paz och delstaten Guanajuato, i den centrala delen av landet, 260 km nordväst om huvudstaden Mexico City. San José de Vista Hermosa ligger 2 019 meter över havet och antalet invånare är 160.
Terrängen runt San José de Vista Hermosa är en högslätt, och sluttar söderut. Runt San José de Vista Hermosa är det ganska tätbefolkat, med 52 invånare per kvadratkilometer. Närmaste större samhälle är San Luis de la Paz, 11,6 km öster om San José de Vista Hermosa. Trakten runt San José de Vista Hermosa består till största delen av jordbruksmark.